# The Legend of Zelda: A Link to the Past
The Legend of Zelda: A Link to the Past (Super Famicom ゼルダの伝説 神々のトライフォース Zeruda no Densetsu Kamigami no Toraifōel seu) literalment com "The Legend of Zelda: Triforce of the Gods" i també conegut com a Zelda 3 i Zelda III, és un joc Action-RPG desenvolupat i publicat per Nintendo per la consola Super Nintendo Entertainment System, essent el tercer lliurament de la saga de videojocs The Legend of Zelda, i sense cap mena de dubte en un dels més populars de la saga.
Va ser llançat al Japó el 21 de novembre de 1991, a amèrica el 13 d'abril de 1992 i a Europa al setembre del 1992. El projecte ha estat liderat per Shigeru Miyamoto i el seu equip. És l'únic joc de la saga Zelda llançat per a la SNES. Està aclamat per crítica i públic (especialment pels de la seva generació) com l'obra mestra de Nintendo i el millor videojoc de tots els temps, a part de ser reconegut com un dels millors lliuraments de la sèrie. El joc tracta de l'èpica lluita del Bé i del Mal.
El joc inclou moltes de les característiques que avui dia segueixen vigents a les successives seqüeles d'aquesta franquícia, com les masmorres multi-nivell, entorns dinàmics (mons de llum i foscor), i objectes com l'Espasa Mestra i el llança-ganxos. The Legend of Zelda: A Link to the Past va ser adaptat a la Game Boy Advance per Capcom deu anys després, el 2002. Aquesta adaptació portava, com a contingut extra, una aventura multijugador desenvolupada per Capcom anomenada The Legend of Zelda: Four Swords (la trama del qual dona origen a Vaati a la saga).
Va haver-hi una altra adaptació per al Satellaview de Bandai durant l'època de la Super Nintendo. Aquesta versió no incloïa canvis respecte a l'original. Aquest Satellaview mai va veure la llum més enllà del Japó, de manera que aquesta versió no va estar disponible en cap altre lloc. Un altre joc, The Legend of Zelda: Four Swords Adventures, específicament dissenyat pel mode multijugador a Nintendo GameCube i llançat el 2004, utilitzava entorns 2D que recordaven clarament la versió A Link to the Past. Els jugadors podien jugar al Four Swords enllaçant múltiples Game Boy Advances amb el joc. El nom A Link to the Past (Un Enllaç al Passat) és un joc de paraules en anglès amb el nom del personatge principal (Link); també es refereix al fet que la història succeeix abans que la dels primers dos jocs (Enllaç al Passat). Això fa suposar que el Link de A Link to the Past no és la mateixa persona que el Link dels dos jocs anteriors. Relacionar el títol del joc amb la història de A Link to the Past pot originar alguna confusió, perquè Link no viatja a través del temps en cap moment, tan sols salta d'un món paral·lel a l'altre, el Món de la Foscor (Dark World) i el Món de la Llum (això s'explica detalladament més baix). Cap viatge en el temps té lloc en cap joc de The Legend of Zelda fins al llançament de OoT.

## Trama

### Argument

#### Introducció

Introducció del joc.

L'inici del joc comença amb una introducció. Dita introducció descriu Hyrule com un magnífic paradís rodejat per bells boscos i altes muntanyes. Diu també que és l'entrada al Sacred Realm, un inhòspit lloc on el cel no és blau sinó daurat. En aquest paradís s'hi troba l'energia omnipotent coneguda com la Relíquia Sagrada Daurada. Molts homes lluitaren entre ells en les valls d'Hyrule per localitzar el portal al Sacred Realm. Però tots ells i les guerres que provocaren fracassaren. Però un Mal amenaça apoderar-se del Poder Daurat i aconseguir penetrar en el Regne Daurat. El Rei d'Hyrule demanà als Savis Hylian que segellessin el portal del paradís. Molts cavallers moriren per a protegir els Savis de les ordres del Mal, per a poder aconseguir segellar-lo. Aquests fets es convertiren en llegenda.
Segles després, un misteriós mag anomenat Agahnim destronà el Rei d'Hyrule amb els seus extraordinaris poders màgics, assolint el control del Castell d'Hyrule. Controlà la ment dels Cavallers d'Hyrule sota el seu servei i ordenà la captura de les Set Donzelles descendents dels antics Savis Hylian, amn la intenció de trencar el setge del mal tancat al Regne Sagrat. Tancà així a sis de les donzelles al Sacred Realm, llevat d'una: Zelda, la princesa d'Hyrule.

#### Història
La història de la trama comença en una nit de tempesta. Un poderós mag malvat anomenat Agahnim, mata al Rei d'Hyrule per motius desconeguts i aconseguís el control del Regne d'Hyrule. Link i el seu oncle, pertanyents a la família que s'encarrega de protegir la Família Reial, van al Castell d'Hyrule per intentar salvar a la filla del Rei, la Princesa Zelda, de les urpes del mag. Link aconsegueix escapar amb ella, però el seu oncle és greument ferit (sembla que mor, però no obstant segueix amb vida) en l'intent, però abans de perdre el coneixement li dona una espasa i un escut a Link, aleshores Link comença una aventura on se li encomana la tasca de passar la prova de les tres Deesses: Din, Nayru i Farore, en busca de les Tres Arracades: la del Valor, el Poder i la Saviesa. Un cop recuperés les Tres Arracades, Link aconseguiria la Master Sword, l'única arma del món capaç de vèncer Agahnim. Amaga Zelda en un temple, gràcies a l'ajuda d'un savi fins que acabés la seva aventura en el Regne d'Hyrule, que no es tracta d'un altre que el Món de la Llum.
Superar amb èxit la seva recerca o aconseguí superar el seu destí, derrotant múltiples enemics i monstres. Empunya l'Espasa Mestra per acabar amb la maldat del malvat mag. Però, no obstant un cop torna a per la Princesa Zelda, s'adona que Agahnim se l'ha endut al costat de les altres Sis descendents dels Savis Hylian. Link s'atendrà en la Torre del Castell d'Hyrule per intentar rescatar a Zelda del malvat mag. Tanmateix, Agahnim aconsegueix en eviar-la al Dark World. Link batallà al malvat mag i amb èxit aconsegueix derrotar la seva poderosa màgia. No obstant el mag va enviar Link al Dark World, on les Set Donzelles descendents dels Savis ara es troben tancades en cristalls repartits pel Regne Fosc del malvat Rei del Mal Ganon, que no és altre que el llegendari Regne Daurat (Sacred Realm) arrasat pel poder de la foscor del desig que Ganon demanà a la Triforce en el passat sent Ganondorf.
Per derrotar definitivament Ganon, i arravatar-li la Triforce, Link va haver de rescatar les Set Donzelles (incloent Zelda) que s'allaren ocultes per tot el Dark World custodiades per terribles monstres en profunds Dungeons. Una vegada Link hagués rescatat a les Set Donzelles, aquest es podria infiltrar en la Torre de Ganon i vèncer el malvat. Una vegada hagués recorregut tot el Dark World, i hagués rescatat a les Donzelles vencent a múltiples enemics, Link pogué infiltrar-se en la Torre de Ganon (Ganon's Tower). Allí combatí al malvat mag Agahnim de nou, i derrotar per sempre el malvat i la seva màgia. Ganon abandonà a la seva sort al seu àlter ego (Agahnim), i volar fins a la Piràmide del Poder dispost a penetrar al Món de la Llum. Link combatí Ganon en un combat final per determinar el destí d'Hyrule. Derrotar Ganon i el tanca de nou en la seva presó. Aconseguí derrotant el malvat la Triforce, i aquest demanà el seu desig: que tot tornés a la normalitat. Així el Dark World tornà a ésser un món pacífic i Hyrule, el Món de la Llum tornà a la normalitat.

#### Cronologia
La situació cronològica d'aquest joc dintre del món de Zelda no està especificada. D'acord amb el text del darrere de la caixa del joc, A Link to the Past relata les aventures dels ancestres de Zelda i Link, presentats ja en els dos jocs anteriors de NES: The Legend of Zelda i Zelda II: The Adventure of Link. Així doncs The Legend of Zelda: A Link to the Past té lloc abans dels esdeveniments dels dos "Zelda" anteriors. La història de la Triforce i el bandejament de Ganon pels Set Savis és part de la història de The Legend of Zelda: Ocarina of Time, quedant A Link to the Past després d'Ocarina of Time en la cronologia de Zelda. Shigeru Miyamoto encara ha de fer una cronologia exacta de la sèrie Zelda.
En el joc de Nintendo 64, Ocarina of Time, que explica la transformació de Ganondorf en Ganon a la història, probablement serveix com a història dels esdeveniments darrers d'aquest joc. Uns quantes Donzelles expliquen en A Link to the Past que Ganondorf quan va obtenir el poder de la Triforce i es varà convertir en el mosntre Ganon, i les històries explicades per aquestes contenen elements de la trama descrits a l'Ocarina of Time. Una de les Donzelles explicà com un exlladre anomenat "Ganondorf", abans de convertir-se en Ganon se’l anomenar per aquell nom en la sèrie. Les Donzelles també diuen que són descndents dels Set Savis Hylain antics. Hi ha Set Savis a l'Ocarina of Time.
També a l'Ocarina of Time, Ganondorf roba part de la Triforça, com fet la crónica en A Link to the Past, i només després que en Link el derrota al final d'Ocarina of Time es converteix en "Ganon", el porc gegant, molt semblant al de A Link to the Past. Al final d'Ocarina of Time, Ganon jura a en Link que tornarà a un dia per exterminar els seus descendents i en A Link to the Past en Link t se li diu que és un descendent d'un cavaller, probablement el mateix Link de The Legend of Zelda: Ocarina of Time.

### Personatges

#### Personatges principals

##### Link
En Link és un noi jove que vivia amb el seu oncle en una solitària casa a fora de Castell Hyrule fins a una nit tempestuosa quan es contactaria amb ell telepàticament la Princesa Zelda. El seu oncle, que també sentia la crida, l'instava a quedar-se darrere mentre investigava la situació, tot i així Link compromès el decideix seguir i aviat trobava aquest mort dins de les parets de castell. Adonant-se que la princesa estava en perill només, l'espadatxí li atorga a en Link les arts de l'espasa secretes de la seva família abans de perdre la consciència. El destí de Link es revelava llavors per ser el protector de Zelda, i després de la seva final recaptura per Agahnim, se'l forçava a ingressar al Dark World misteriós per rescatar-la i per no només salvar Hyrule de les garres de Ganon sinó de tot el món del malvat.

##### Zelda
La Princesa Zelda és la descendent de la Família Reial d'Hyrule. Els avantpassats de la Princesa Zelda eren la mateixa gent que segellava fora la llegendària Terra Daurada fa anys, i s'ha convertit així en un objectiu d'Agahnim com a catalitzador per reobrir aquell mateix món. Se la captura abans del començament del joc, tot i així és rescatada per Link abans que ella i les altres Donzelles es puguin enviar al Món de la Foscor. Després d'amagar-se en un pis franc d'església mentre recerques Link de l'Espasa Mestra llegendària, Zelda és capturat per Agahnim una vegada més, i se segella immediatament fora en un cristall màgic en la part superior de Muntanya de Mort.

##### Agahnim

Agahnim.

Agahnim és un fetiller misteriós que arribava al Regne d'Hyrule no molt de temps abans del començament del joc. Encara que els seus motius eren al principi confusos, guanyava reputació favorable amb la Família Reial lliurant-los d'un nombre de problemes que turmentaven el seu regne utilitzant màgia desconeguda. Més tard desenvolupava un interès en els Savis Hylian que segellaven fora la Terra Daurada mítica fa edats, i s'adonaven que una vegada que aquesta terra es trobava, podria tenir tot el seu poder per a si mateix. Llavors posava un encanteri en els cavallers de la terra, posant-los sota el seu control directe, i els ordenava que trobessin els descendents d'aquestes Savis, quin el més menor d'aquests era la Princesa Zelda. Després d'assassinar el seu pare, el Rei d'Hyrule, Agahnim estava a punt d'enviar Zelda al Dark World quan Link intervingut, la salvà. Agahnim combatí Link en lo alt del Castell d'Hyrule, però sorti mal parat d'aquest duel. Més tard en el Dark World, en la Torre de Ganon, el combatí de nou però fou vençut de nou per Link. Ganon l'abandonà a la seva sort i morí.

#### Personatges secundaris

##### Link's Uncle/Tiet d'en Link
En Tiet d'en Link és un Cavaller Hylian pertanyent a una noble família que ha protegit durant generacions la Família Reial d'Hyrule i ha sigut tutor d'en Link durant els seus anys de vida. Quan la Princesa Zelda fou tacada a les masmorres del Castell d'Hyrule per Agahnim i aquest es comunica telepàticament amb Link, el tiet d'aquest també sentir el missatge. Es disposà a salvar a Zelda burlant la guardia del Castell. Però fou en va i fou greument ferit pels soldats controlats pel malvat mag. Abans de desmaiar-se (o morir, no se sap si varà ser ressuscitat amb el desig que Link demanà que tot tornés a la normalitat), digué: Link has de salvar a Zelda... "ella és la teva...." Aquesta frase crea controvèrsia, ja que un pot especular que sembla dir: "ella és la teva germana" com una de les cèlebres dites de Star Wars.

##### Sahasrahla
Sahasrahla és un savi erudit. Segons els fets del joc, ell és un dels descendents dels Savis que crearen la Master Sword, per aquest motiu en coneix els seus misteriosos secrets i la seva ubicació. Agahnim demanar als seus seguidors controlats amb els seus poders arrestar a Sahasrahla, possiblement per la por que fos derrotat per la llegenda de l'Heroi per la Master Sword. El savi s'amaga en un santuari prop de l'Estern Palace per amagar-se d'Agahnim. El savi ajuda en Link amb els seus consells per telepatia. Al final del joc, una vegada derrotat Ganon per Link, Sahasrahla tornà a la seva casa a Kakariko Village juntament amb els seus éssers estimats.

#### Bosses
- Armos Knights: Sis cavallers defensen el Medalló del Coratge. Van armats amb grans espases i escuts pessats, utilitzen estratègies complexes de combat per tal de vèncer l'enemic. Són sensibles a fletxes que perforen les seves cuirasses. El darrer supervivent es tornarà de color roig e intentarà xafar a Link per venjar la mort dels seus germans.

- Lanmolas: Aquests tres guardians del Palau del Desert protegeixen el medalló de la Força. Sorgeixen del terra, llançant alguns projectils rocosos per després amargar-se sota terra de nou. Són sensibles a les fletxes i el gel, siguent el cap i la cua els seus únics punts dèbils.

- Moldorm: Aquest cuc verd daurat situat a dalt del tot de la Torre de Héra, vela el medalló de la Sabiduría. Cuirassat tot ell de a excepció de la seva cua, intenta empènyer als intrusos al buit fora de la plataforma on circula sense parar. La seva velocitat sempre augmentarà després de rebre un cop a la cua.

- Helmasaur King: Ocupant un escó al fons del Palau de les Tenebres, aquest enemic amb forma d'escorpí amb una cua mortífera s'amaga darrere d'una màscara de platí gairebé irrompible. Només les bombes permetran destruir-la per després poder rematar l'enemic apuntant amb les fletxes per sobre dels seus ulls.

- Aarghus: Situat al Palau del Pantà, Arrghus es resguarda vilment darrere d'una cortina d'Arrgis (una mena de boles de foc) per sorprendre els seus adversaris. Un cop eliminats aquests i amb Aarghus al descobert, aquest optarà per un atac més ferotge, saltant sobre el seu enemic.

- Mothula: Una papallona zombi que protegeix el Bosc dels Esquelets. Vulnerable al foc i a la majoria dels projectils màgics, és conscient de la seva debilitat i atrau els rocs punxants que hi ha la sala contra els que desitgen enfrontar-se contra ella.

- Blink, the Thieft: El Rei dels Bandolers, que reposa sota el Poble dels Lladres. Mestre de la disfressa, no sabem res d'ell, excepte que detesta la llum...

- Kholdstare: Al mig del Llac Gelat trobem la presó de gel i al fons d'aquesta, un ull preciós observa la caiguda llarga del temps. La millor manera de vèncer és utilitzant màgies que actuïn directament contra el fred.

- Vitreous: L'Indret del Patiment amaga a un amo molt estrany: Un ull gegant acompanyat de diversos ulls similars a ells de petites dimensions, es complau d'estar immers en una aigua nociva atacant amb grans llamps als intrusos que se li apropen.

- Trinexx: La Roca de la Tortuga és protegida per una criatura bicèfala, una tortuga gegantesca dotada de tres caps: una controla les flames, i l'altre el gel. El cor de foc que és el seu punt dèbil,es veurà un cop perforada la closca.

## Els Mons
A Link to the Past apareixen dos mons sencers per a la seva exploració; el Món de la Llum té quatre palaus (més coneguts en els jocs moderns com masmorres) i el de la Foscor té nou. Cada palau té de tres a vuit plantes i cadascuna té força habitacions. A més, hi ha llocs que expandeixen més els mapes (se sol accedir a través de portes i forats). En resum, el món del joc és extremament gran i intricat per a un joc d'aquesta època. A Link to the Past va ser el primer Zelda a tenir dos mons paral·lels, similars alhora que diferents, als quals Link podia viatjar d'un a altre. El Món de la Llum, és el Hyrule de sempre on Link va créixer amb el seu oncle. El segon va ser una vegada la Terra Daurada, un lloc de llum i puresa, llar de la sagrada Triforce, fins que Ganon va corrompre la terra amb el seu malvat poder omplint-la de foscor i desesperació. Així va passar a anomenar-e el Món de la Foscor. Cada lloc del Món de la Llum té la seva correspondència amb un lloc similar del Món de la Foscor, de vegades amb moltes estructures en comú. A diferència de l'Ocarina of Time, on hi ha només un lloc al que Link pot viatjar en el temps, A Link to the Past permet a Link viatjar del Món de la Foscor al de la Llum des de gairebé qualsevol localització exterior, i després tornar al de la Foscor des d'aquesta localització; el Món de la Llum també té vuit peces deformades que conduïxen al Món de la Foscor. Aquesta flexibilitat va permetre una varietat de puzles que explotaven petites diferències entre el Món de la Llum i la Foscor.

### Light World
El regne de Hyrule, on viuen Zelda i Link, és el primer món del videojoc. La trama del joc en aquest món comença aquí amb el despertar de Link a causa del missatge telepàtic de la Princesa Zelda. Després ha de cercar la Master Sword aconseguin les Tres Arracades, recuperant l'espasa i acaban amb la batalla contra el malvat mag Agahnim a la torre del Castell d'Hyrule (Hyrule Castle).
| Zona                | Masmorres i Llocs                                                          |
| ------------------- | -------------------------------------------------------------------------- |
| Hyrule Centre       | Castell d'Hyrule, Torre del Castell, Casa de Link, Cementiri, Catedral.    |
| Hyrule Oest         | Poble Kakariko, Biblioteca, Casa dels Ferrers.                             |
| Ruïnes de l'Est     | Palau de l'Est, Casa de Saharala.                                          |
| Pantà del Sud.      | Ruïnes Pantanoses.                                                         |
| Desert del Misteri. | Palau del Desert.                                                          |
| Cascades Zora       | Botiga de la Bruixa, Font Decreta.                                         |
| Llac Hylia          | Botiga del llac, Cova del Llac, Cova de Gel                                |
| Muntanya de la Mort | Grutes de la Muntanya, Cova de l'Ancià, Roca de l'Espectador, Torre Hylia. |
| Boscos Perduts      | Casa dels Llenyataires, Amagatall dels Lladres, Repós Sagrat.              |

### Dark World

Dark World.

L'antiga terra daurada on s'allotja el Triforce. Ganon custodia ls Triforce en aquest món, on té el seu regne de maldat i base d'aquesta terra, havent-la corromput i havent-la convertit en una rèplica fosca del Món de la Llum. La trama del joc comença en aquest món des que Agahnim teletrasporta a Link al cim de la Piràmide del Poder i acaba amb la victòria davant Ganon i l'obsequi del Triforce, al final del joc.
| Zona                  | Masmorres i Llocs                                   |
| --------------------- | --------------------------------------------------- |
| Zona Central          | Piràmide del Poder, Botiga de Bombes                |
| Zona Oest             | Poble Oucast, Amagatall dels Lladres                |
| Laberint de l'Est     | Palau Fosc                                          |
| Pantans del Sud       | Palau de l'Aigua                                    |
| Pantans de la Misèria | Palau del Pantà                                     |
| Cascades Zora         | Botiga de la Bruixa, Font del Peix Gat              |
| Llac Gelat            | Illa de Gel, Masmorra Gelada                        |
| Muntanya de la Mort   | Grutes de la Muntanya, Roca Tortuga, Torre de Ganon |
| Boscos de Skeleton    | Masmorra de Skeleton                                |

## Jugabilitat
En comptes de construir en aquest Zelda el sistema híbrid de despesa, A Link to the Past torna a la fórmula original del joc d'exploració i combat en un ambient medieval similar en una perspectiva elevada. El sistema d'anivellament d'estil de RPG des de Zelda II no és utilitzat en canvi els beneficis del jugador. Hi ha elements nous, salut-cor-contenidors (esmentat en el paràgraf sota) i altre nous per l'equip d'en Link, així progressivament augmentant les seves habilitats i força. Tanmateix, es retenen alguns elements del sistema màgic del joc. El control d'en Link és més flexible que en jocs previs, mentre que aquest pot caminar diagonalment i pot córrer amb l'ajut d'un element assequible. L'atac d'espasa d'en Link es millorà en el joc; aquest pot donat estocades de costat en comptes d'atacar i de merament empènyer endavant; això dona una gamma més ampla a la seva espasa i fa més fàcil el combat contra els enemics. En Link utilitzà la seva espasa com l'atac d'omissió a en els futurs jocs de Zelda, encara que empènyer cap endavant és també possibles en dits futurs jocs.
Uns quants elements es repetien en dit A Link to the Past i noves tècniques s'introduïen al joc, com l'Hookshot, l'Espasa Mestra, i les Sabates Pegasus. Els Contenidors de Cor augmenten els màxims punts de vida del jugador en el joc, però molts se'n parteixen en Peces de Cor, quatre del qual comprenen un Contenidor de Cor. La majoria d'ells estan amagats en diferents racons del joc. Moltes masmorres són multinivells i exigeixen en Link caminar entre plantes, i a vegades cauen a través de forats per aterrar en nivells més baixos.
A Link to the Past es fa la primera aparició del que es va convertir posteriorment en una marca registrada en el Zelda essencial: l'existència de dos mons paral·lels entre els quals el jugador viatjarà. El primer, anomenat el Món de la Llum, és el Hyrule corrent on en Link creixia amb el seu oncle. El segon és què era una vegada el Regne Sagrat, però es convertia en el Món Fosc quan Ganon adquiria la Triforce. El Món de la Foscor és una versió alterada de Hyrule; l'aigua és de color fosc, desagradable, l'herba és morta, els cranis reemplacen a les roques, i els arbres tenen cares. El canvi la gent es transforma basat en la seva natura; per esemple, sense pogué evitar-lo, Link es converteix en un conill rosa. Cada localització al Món de la Llum correspon a una localització similar al Món de la Foscor, normalment amb una estructura física similar excepte una natura oposada (per exemple, un Desert al Món de la Llum correspon a un aiguamoll al Món de la Foscor).

### Desenvolupament
The Legend of Zelda: A Link to the Past va ser planejat originalment per la NES. Però a Nintendo es va acumular treball i projectes, de manera que van decidir ajornar el joc per a la nova consola, la Super Nintendo.
En el seu moment, la majoria de jocs de SNES tenien 4 Mbit (512 KB) de memòria. Aquest joc va trencar la tendència i va usar 8 Mbit (1 MB), permetent a l'equip de desenvolupament de Nintendo crear un extens món per Link. El joc també va inaugurar un mètode simple de compressió de gràfics a la SNES limitant la profunditat del color de diversos blocs a 8 colors en lloc dels 16 propis de SNES. Els blocs eren descomprimits implicant un bit zero a cada índex de color del píxel.
A l'època, la majoria dels cartutxos de joc de la SNES en tenien 4 Mbit (512 KB) de memòria. Aquest joc trencava la tendència utilitzant-ne 8 Mbit (1 mbar), permetent a l'equip de desenvolupament Nintendo crear un món extraordinàriament expansiu per a Link. Com Super Mario World, aquest joc utilitzava un mètode de compressió gràfic simple en la SNES, limitant la profunditat de color de moltes teules a vuit colors en comptes de teules de 16 color natives del SNES. Les teules es descomprimien a temps d'execució afegint una mica d'índex de color de cada píxel. La memòria se salvava eliminant duplicació: El Món de la Llum i el Món de la Foscor són gairebé idèntics i l'enginyeria inversa del contingut de memòria només és de lectura. Per tant, Nintendo ha demostrat només les diferències salvades, altrament ells haurien necessitat esperar un ROM.[citation de 16 Mbits]. A Link to the Past com les dues entrades prèvies a la sèrie sobre el NES, presenta un taulell que percep el nombre de temps durant els quals un jugador rebia un joc durant el curs de la partida. Aquest es mostra en la seqüència final i en salvar l'arxiu després d'acabar el joc. La versió de SNES se suma al taulell totes les vegades que l'usuari selecciona "Salvar i Deixar", així l'única manera d'aconseguir-ne 000 és completar el joc en una sessió contínua.

#### Equip
- Realitzador: Yoichi Yamada
- Programació: Daiki Iwamoto, Kouichi Kawamoto, Naoki Koga, Yasunari Soejima
- Programació sonora: Taiju Suzuki
- Escritor de guió: Kensuke Tanabe
- Supervisor: Minoru Narita
- Productor: Takashi Tezuka
- Productors generals: Shigeru Miyamoto, Yoshiki Okamoto
- Productor executiu: Satoru Iwata

### Aspectes tècnics
El joc llueix un aspecte gràfic excel·lent que explota molt bé el potencial gràfic de la Super NES (encara quedava per a l'època dels Donkey Kong Country, de manera que està bastant bé). Encara que són de Tenebres, que apareixerà després dels esdeveniments amb Agahnim i l'Espasa Mestra. Un món devastat, fosc i hostil perfectament recreat, amb arbres pansits, aigua verda i fosca, vegetació ennegrecida... tot un delit per a la vista. El disseny de les masmorres no està malament, totes elles són diferents entre si, i recreen tota mena de llocs: unes masmorres negades d'aigua, un palau gelat, una cova plena de lava o unes sinuoses ruïnes situades sota terra seran uns quants dels llocs variats que visitarem. El disseny de Link ha millorat respecte als anteriors jocs, presentant un aspecte similar al primer Zelda de NES, però amb més color i detall (encara que la gorra és massa grassa). També destaquen els dissenys dels enemics, bastant detallats i variats (sense usar massa això d'"un enemic, deu colors") i especialment els impressionants (per a l'època) caps finals.
Les melodies del joc són tot un clàssic: la que sona al Món de la Llum és simplement mítica, perquè és la clàssica tonada de la saga sola que un pél modernitzada (al final va ser més estesa que la mostrada en la primera part). La del Món de la Foscor és simplement al·lucinant i més per a l'època, que concorda perfectament amb el món inhòspit i fosc que se'ns mostra. A part d'aquestes no n'hi ha cap destacable, de fet són bastant repetitives, en especial les de les masmorres, ja que tan sols hi ha dos. Quant als efectes de so, compleixen sense més ni més. No hi ha gaire més que el so de liquidar un enemic, usar objectes i la clàssica tonada d'acabament de puzzle...el pas del joc a Game Boy Advance molt més endavant afegiria efectes de so capdavanters, com el crit de Link en usar l'espasa.

### Música
| Any  | Àlbum                                | Informació addicional   |
| ---- | ------------------------------------ | ----------------------- |
| 1994 | The Legend of Zelda: Sound and Drama | Versió original del joc |

 La banda sonora, composta per Koji Kondo, és una de les millors de la saga i el cim del genere. El famós tema original de The Legend of Zelda o l'Obertura d'Hyrule, incloses en A Link to the Past i interpretades al Món de la Llum, van ser creades de nou a l'estil del SPC700. També es van incloure en Super Smash Bros a l'estil Nintendo 64 i al Super Smash Bros. Melee en estil orquestra.
La banda sonora titulada The Legend of Zelda: Sound and Drama ha estat publicada solament de forma exclusiva al Japó, és formada per dos discos. El primer disc, de 44 minuts de durada, inclou els 28 temes originals del joc amb versions especials d'alguns d'ells, com bonus track. El segon disc, de 54 minuts de durada, inclou els temes originals del primer lliurament de la saga, The Legend of Zelda, de NES.

## Recepció

### Vendes
A Link to the Past és un dels jocs més venuts de la Super Nes, amb 4,61 milions d'exemplars en tot el món. Ha estat reeditat a la gamma de títols Player's Choice a Amèrica i Nintendo classics a Europa, cosa que en certifica l'èxit en vendes, ja que solament es publiquen en aquesta gamma els jocs que com a mínim hagin venut un milió de còpies.

### Crítica
| Publicació                       | Puntuació                         | Detalls                           |
| -------------------------------- | --------------------------------- | --------------------------------- |
| EGM                              | 35 de 40                          | Premi daurat                      |
| Famitsu                          | 39 de 40                          |                                   |
| GamePro                          | 5 de 5                            |                                   |
| Nintendo Power                   | 10 de 10                          | Joc de l'any                      |
| Nintendo Acción                  | Excel·lent                        | Joc de l'any                      |
| Hobby Consolas                   | 96 de 100                         |                                   |
| Viciojuegos                      | 97 de 100                         |                                   |
| Compilació de diverses critiques |                                   |                                   |
| Game Rankings                    | 94 de 100 (basada en 9 crítiques) | 94 de 100 (basada en 9 crítiques) |

El joc va estar aclamat per la crítica des del seu llançament, pels seus excel·lents gràfics i disseny, el seu enginy, la seva jugabilitat, i la seva música, sent considerat per crítica i públic com un dels millors jocs de tots els temps.
A Link to the Past és un dels jocs que sempre se cita en qualsevol llista de "Els millors jocs de tots els Temps". El 2006, Entertainment Weekly el va triar com el millor joc de tots els temps. El 2005, els editors de IGN el van posar en el lloc número onze del "Top 100 Games", mentre els usuaris el van votar com el quart millor. Els membres de GameFAQs també el van votar com el quart millor, i els lectors de la revista japonesa Famitsu el lloc 31 en el cens del 2006. Arriba a la tercera posició en Electronic Gaming Monthly la 23 en GameInformer, la 23 en GameInformer, i la tercera en la dels 200 millors jocs de Nintendo de Nintendo Power.

### Ressenyes
- Nintendo Acción #2: Excel·lent

"[...]I és que per molt que us contéssim que té uns gràfics súper simpàtics, que posseïx un so bestial, que té uns efectes grandiosos, que ens submergeix en una aventura que sembla que no s'acabarà mai, que té una jugabilitat immensa i que gens sembla detenir-los, creuríeu que estàvem exagerant."
- Hobby Consolas #16 : 96/100.

"[...]I és que per molts afalacs i lloances que dipositi sobre aquesta obra mestra, no podreu imaginar la seva magnitud fins que tragueu el cartutx i encengueu la consola. %[...]Sens dubte un dels millors cartutxos de les dues últimes dècades."
- Ice Alchemist

"Pocs jocs com aquest, en realitat tota una joia del seu temps."

## Còmic
Existeix un còmic basat en el joc, l'autor Shotaro Ishinomori va fer unes mini-series (un total de 12) que van aparèixer publicades a Nintendo Power al gener del 1992. Força fets del joc real van ser deixats de banda per tal de crear noves històries.
Al còmic, apareix un nou personatge anomenat Roam. Aquest era un cavaller amb la capacitat de transformar-se en ocell. Fins al primer encontre amb Link eren enemics, després ràpidament es van aliar per unir forces per tal d'ajudar-se a derrotar Ganon. El personatge de Roam té un nas bastant gran, un detall habitual en els dissenys de Shotaro.
Dos còmics més van ser editats només al Japó: Un de tres volums (1995-1996) per Ataru Cagiva (el qual havia adaptat Link's Awakening) i un còmic de quatre volums fet per Akira Himekawa (que adaptaria Ocarina of Time, Majora's Mask, i Four Swords Adventures) sortint a la venda el 2005 després que sortis la versió del joc per Game Boy Advance.
Himekawa va seguir la història del joc més estretament, però igual que Ishimori, va introduir un nou personatge anomenat Ganty, un lladre amb una banya del diable i un estel sota el seu ull que lleugerament el fa semblar a Midna de Twilight Princess.

## Curiositats
- El personatge Mario fa una aparició discreta en el joc: surt representat a certs taulers de les cases del poble Cocorico.
- El mateix succeeix amb Chain Chomp, present a la penúltima torre de l'homenatge. També podem trobar en aquesta torre figures semblants a Pckers, el cactus vivent de Super Mario Bross 2.
- Zelda: A Link to the Past és el primer Zelda que instaura un comptador un cop finalitzat el joc. Aquest registra tots els Game Overs, les partides guardades i les sortides del joc (cops que s'ha apagat la consola). El comptador de la nova versió per GBA només compta els Game Over.
- Abans de morir, el tiet de Link comença la frase: "Zelda és...", això va portar força especulacions sobre com podia continuar: Zelda és la teva germana, la teva esperança, etc. La resposta es troba a la versió japonesa del joc, on hi ha la frase completa: "Zelda és el teu destí"
- Gràcies al desenvolupament d'internet, una publicitat japonesa pel joc va adquirir una certa notorietat entre els jugadors occidentals a causa del seu caràcter excèntric: hi ha un moment en què tots els personatges del joc ballen com Michael Jackson en un rap del grup Scha Dara Parr.
- La cinquena torre de l'homenatge del món fosc és recordada per un enigma difícil. El jugador ha d'empènyer un bloc en un fossar per retrobar-lo diversos pisos més avall, això permetia desbloquejar el camí cap a l'enemic principal. Diversos jugadors van comprovar que de fet era més fàcil acabar primer la sisena torre per tal d'obtenir així un objecte (el bastó de Somaria) amb el qual es facilitava molt la progressió per la cinquena torre.